# 湯河原町立東台福浦小学校
湯河原町立東台福浦小学校（ゆがわらちょうりつ あずまだいふくうらしょうがっこう）は、神奈川県足柄下郡湯河原町吉浜にある公立小学校。

## 沿革
- 1987年（昭和62年）
  - 4月 - 「東台福浦小学校」として開校[1]。　
  - 5月1日 - この日（5月1日）を開校記念日とする[1]。
- 1988年（昭和63年）
  - 2月 - 校章制定[1]。
  - 3月 - プール完成[1]。
  - 4月 - 校旗及び校章（大・小）ができあがる[1]。
- 1989年（平成元年）6月 - 保護者と先生の会発足[1]。
- 1990年（平成2年）2月 - 校歌制定記念式典挙行[1]。
- 1991年（平成3年）3月 - 校歌碑を設置[1]。
- 1996年（平成8年）11月 - 開校10年記念式典挙行し、記念コンサート開催[1]。
- 1999年（平成11年）4月 - 町立福浦幼稚園が老朽化のため，本校に移転する[1]。
- 2001年（平成13年）4月 - 学校評議員会発足[1]。
- 2003年（平成15年）7月 - 地域協同委員会発足[1]。
- 2004年（平成16年）4月 - 2学期制実施[1]。
- 2006年（平成18年）6月 - プール改装（くじらぐも）を行う[1]。
- 2007年（平成19年）5月 - 開校20周年記念航空写真撮影実施[1]。
- 2008年（平成20年）7月 - 校庭の遊具をカラフルに塗装する[1]。
- 2010年（平成22年）3月 - 新大漁旗が寄贈される[1]。
- 2011年（平成23年）6月 - 普通教室にエアコンが設置される[1]。
- 2012年（平成24年）2月 - 開校25周年記念撮影実施[1]。
- 2014年（平成26年）11月 - 防犯カメラが設置される[1]。
- 2017年（平成29年）9月 - 創立30周年記念式典挙行し、記念芸術講演開催[1]。
- 2018年（平成30年）12月 - プール改装（くじらぐもペイント）を行う[1]。
- 2021年（令和3年）
  - 1月 - 特別教室にエアコン設置、トイレ全館洋式化[1]。
  - 3月 - 校内LAN整備、大型提示装置設置。児童に1人1台端末整備[1]。

## 通学区域と進学先中学校
出典

### 通学区域
- 吉浜（18番地～28番地、40番地～659番地、1919番地～2012番地、2021番地）
- 鍛冶屋（928番地～931番地）
- 福浦（1番地～497番地）
- 福浦吉浜（167番地～213番地）
- 福浦鍛冶屋（939番地～946番地）
- 吉浜福浦（306番地～315番地）

### 進学先中学校
- 湯河原町立湯河原中学校

## 著名な卒業生
- 山田晃士 - サッカー選手

## アクセス
- 箱根登山バス「湯河原駅～長窪～真鶴駅」線で、「舟岡」停留所下車後、学校正門まで、
  - 湯河原駅行のりばから、徒歩約140m・約2分。
  - 真鶴駅行のりばから、徒歩約180m・約3分。
- JR東日本東海道本線真鶴駅から、
  - 上述の箱根登山バスに乗車し、「舟岡」停留所下車後、徒歩。
  - 徒歩約685m・約11分。